# الفرزدق (عين العرب)
الفرزدق  قرية سوريّة تتبع إداريّاً لمحافظة حلب منطقة عين العرب ناحية مركز عين العرب، بلغ تعداد سكانها 3,981 نسمة حسب التعداد السكاني لعام 2004.